# SKF-97,541
SKF-97,541 ترکیبی است که در تحقیقات علمی مورد استفاده قرار می‌گیرد و عمدتاً به عنوان یک آگونیست انتخابی گیرنده گابا B عمل می‌کند. این دارو دارای اثرات آرام بخش در مطالعات حیوانی است و به طور گسترده در تحقیقات در مورد درمان بالقوه انواع مختلف اعتیاد به مواد مخدر استفاده می‌شود.